# Parques nacionales de Etiopía

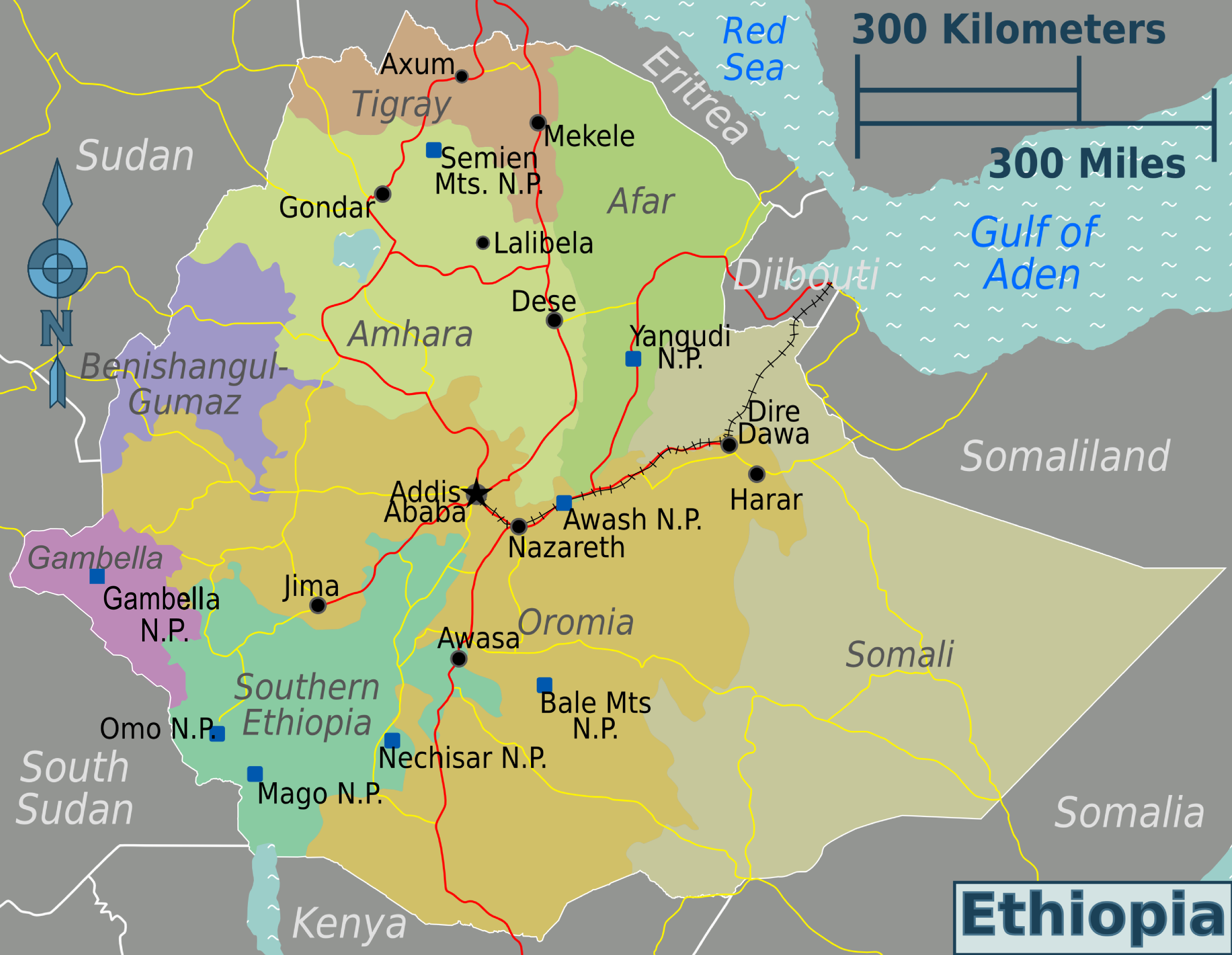
Mapa de las regiones de Etiopía con los parques nacionales

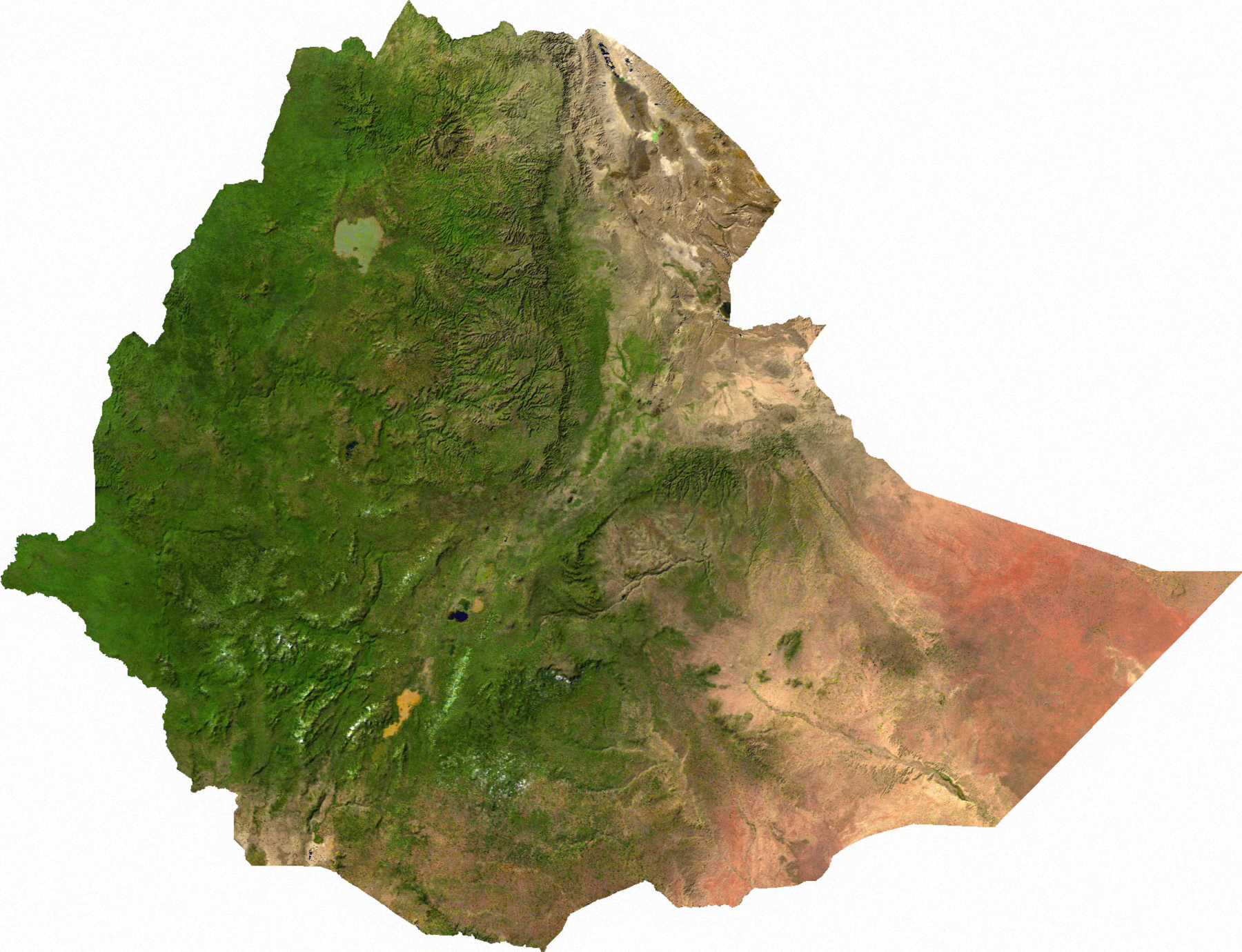
Vista de satélite de Etiopía

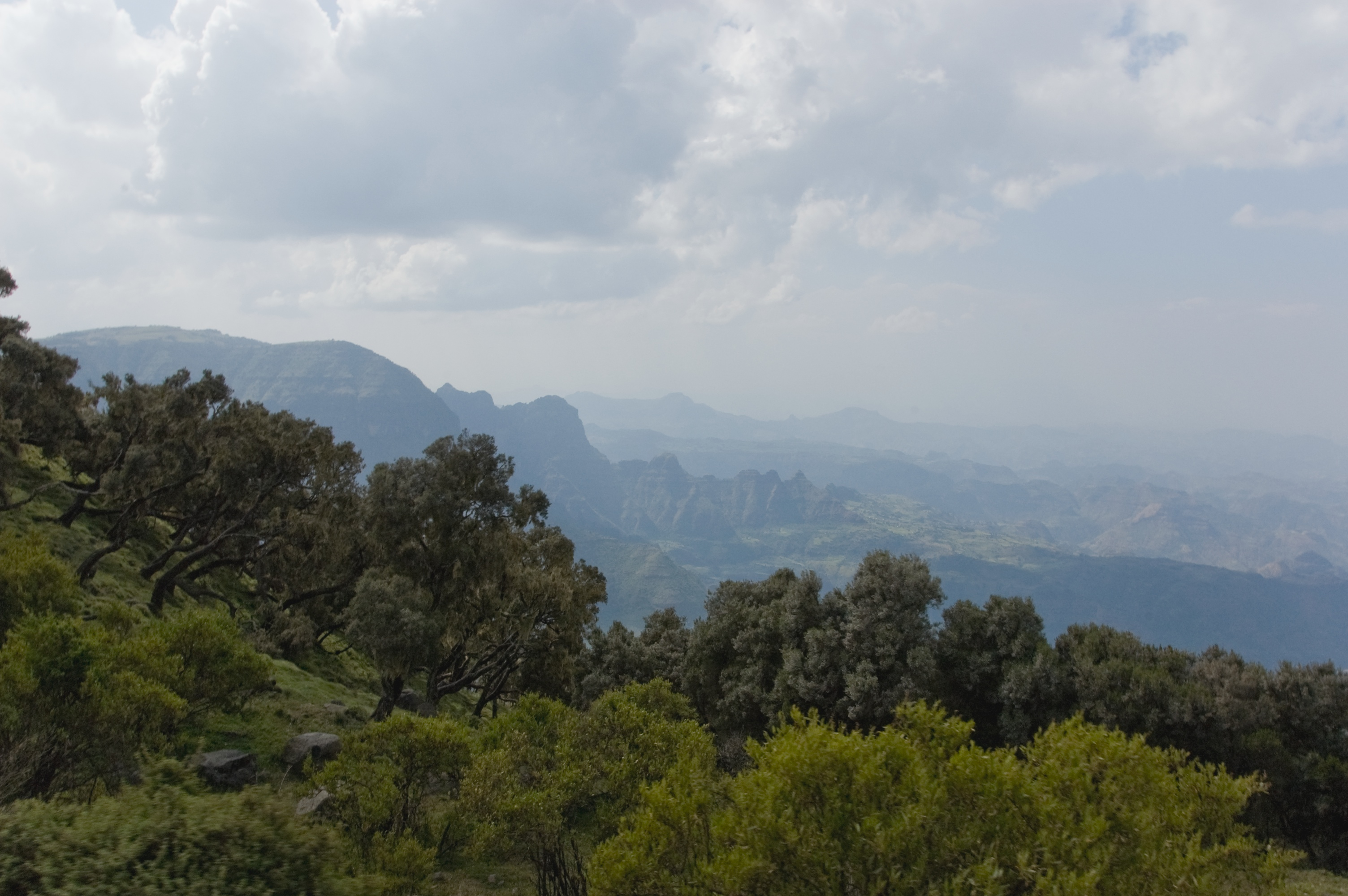
Parque Nacional del Monte Simien

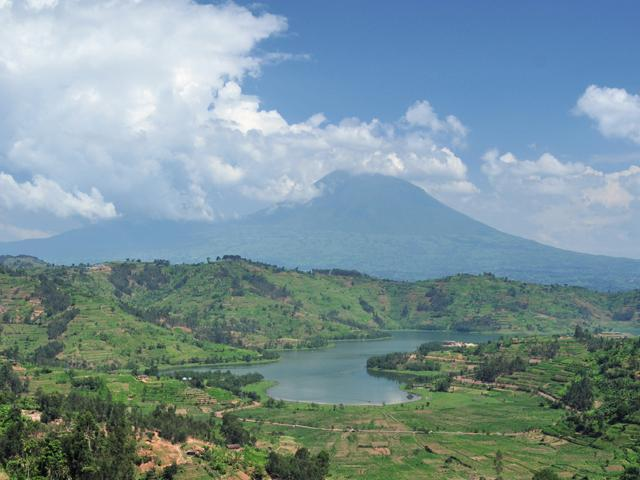
Parque nacional de los Volcanes, al fondo.

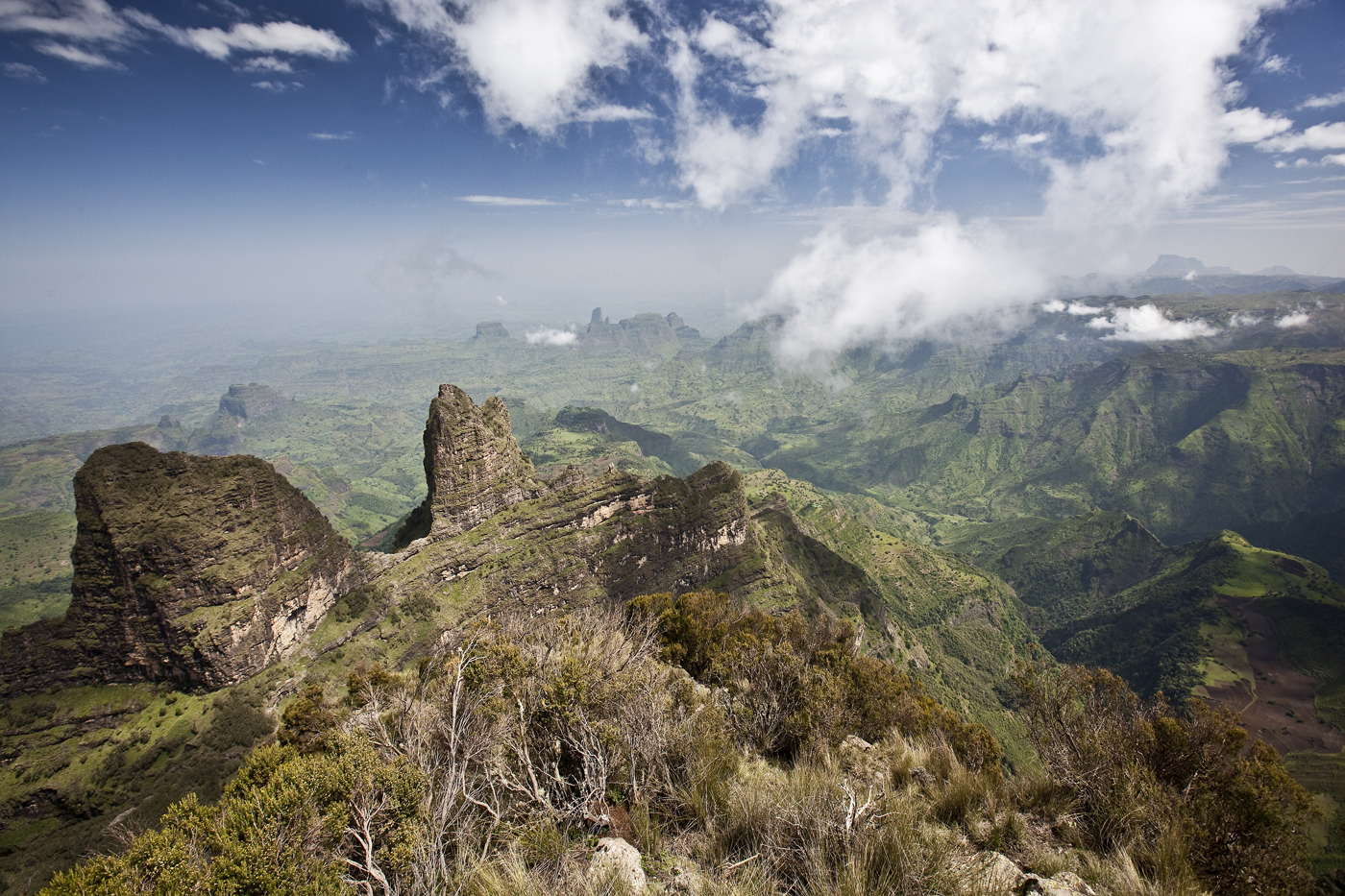
Montañas Semien

Etiopía tiene una gran variedad de ecosistemas, que varían desde los 120 m bajo el nivel del mar de la depresión de Danakil hasta los 4.618 m de altitud del monte Ras Dejen, el cuarto pico de África, en las montañas Simen. Su característica más distintiva es el Gran Valle del Rift, que atraviesa por entero el país de sudoeste a nordeste. En el centro del país hay una alta meseta bordeada de acantilados en el noroeste, y descensos más suaves hacia el este y el oeste. En el país hay una veintena de parques nacionales representativos de los distintos paisajes.
- Parque nacional de Abijatta-Shalla, de 887 km², en el centro, en el valle del Rift, entre 1.540 y 2.075 m de altitud, incluye los lagos Abijatta y Shalla. Posee un gran número de flamencos.

- Parque nacional de Gambella, el más grande del país, con 5.061 km², llano, en el oeste, en la sabana arbustiva caduca, la sabana sudanesa oriental. En la cuenca del río Akobo, limita al norte con el río Baro, fronterizo con Sudán del Sur. Elefantes, búfalos, jirafas y el raro picozapato, entre otros. Habitado por las etnias anuak y nuer, caracterizados por las escarificaciones decorativas en el cuerpo.[2]

- Parque nacional de Mago, de 2.270 km², dividido en dos por el río Mago, afluente del río Omo, posee praderas y bosques de ribera, está habitado por numerosos grupos étnicos, entre ellos los mursi, y culmina en el monte Mago, a 2.528 m.

- Parque Nacional del Monte Simien, de 220 km², incluye el pico más alto de Etiopía, el monte Ras Dejen, incluye bosques alpinos entre 3000 y 3800 m, praderas, gargantas y especies amenazadas como los geladas y el caracal.

- Parque nacional de las montañas Bale, de 2.220 km², con una zona a más de 4.000 m de altitud, y un bosque con especies endémicas como el cercopiteco de las montañas Bale (Chlorocebus djamdjamensis).

- Parque nacional de Nechisar, de 514 km², al sudoeste, entre 1.100 y 1.650 m de altitud, en la falla del Rift, comprende los lagos Abaya y Chamo, con un bosque dominado por grandes sicomoros.

- Parque Nacional del Omo, de 4.068 km². Es el parque más remoto, en el sudoeste; está poblado por diversas etnias y se creó a raíz del descubrimiento de fósiles humanos de los hombres de Kibish.

- Parque nacional de Awash, de 756 km², en la orilla izquierda del río Awash a la salida de las montañas; bosques de acacias y praderas, con interesantes cascadas, oryx, avestruces, gacelas y kudus.

- Parque nacional de Chebera Churchura, de 1.250 km², en el sudoeste, entre 700 y 2.450 m de altitud. Un tercio del territorio está cubierto de bosques, en los valles, y el resto es sabana cubierta de hierba elefante, lo que permite la existencia de numerosos grandes mamíferos: elefantes, búfalos, leones, leopardos, servales, etc. Lluvias abundantes entre marzo y septiembre. Río Zigna, afluente del río Omo; cuevas, cascadas, fuentes termales.[3]

- Parque nacional de Kafta Sheraro, de 5.000 km², al norte, al oeste de Tigray, atravesada por el río Tekezé. Bosque seco de montaña con acacias y ecosistema Combretum-Terminalia.[4] La población más septentrional de elefantes (un centenar) de África oriental, que emigran entre Etiopía y Eritrea; avestruces, kudus, leopardos, leones, etc. Entre 550 m y 1.800 m en las tierras altas de Kafta.[5]

- Parque Nacional de Maze, de 210 km², al oeste, entre 1000 y 1200 m de altitud, santuario del búbalo de Swayne. Creado en 2003, antes servía como reserva de caza del búfalo y el búbalo de Swayne.[6] Actualmente sirve para proteger este animal, como el Santuario Senkelle del búbalo de Swayne, que se encuentra muy cerca del Parque nacional de Abijatta-Shalla.

- Parque nacional de Yangudi Rassa, de 4.730 km², en la región de Afar, entre 400 y 1450 m de altitud, semidesértico, con praderas y zonas arboladas con acacias, zona de conflicto entre los afar y el clan somalí de los issas, se creó para proteger el asno salvaje africano. El río Awash forma la frontera occidental. Temperaturas de 42-43.oC a la sombra.[7]

- Parque nacional de Alatish, creado en 2006, 2.666 km², en el noroeste, en el río Alatish, que fluye hacia Sudán, con el que hace frontera, entre 520 y 920 m de altitud, ecosistema Combretum-Terminalia, entre el bosque de montaña de Simien y la zona del Sahel de Sudán. Ruta migratoria de elefantes del Parque nacional Dinder, de Sudán, 26 grandes mamíferos, aves.[8]

- Parque nacional de Geraille, 386 km², del total de 1.042 km² del ecosistema de río Dawa, afluente del río Jubba, en la frontera con Somalia, en la zona Liben de la región Somalí de Etiopía. Anteriormente Área de caza controlada de Borana. Sabana, entre 800 y 1380 m en los acantilados, acacia baja y Commiphora, elefantes, jirafas, guepardos, antílopes, kudus, oryx, gacelas, rinocerontes negros, etc.[9]

- Parque nacional de Borena Saynt, 43,75 km², distrito de Borena, en la región de Amhara, noroeste de Etiopía, también llamado bosque estatal de Denkoro, bosque amenazado por la agricultura, entre 1.100 y 3.700 m. Antílope jeroglífico de Meniliki, lobo etíope, etc.[10]

- Parque nacional de los montes Arsi, 10.876 km2, desde 2011. En la zona de Arsi de la región de Oromía. Engloba los montes Arsi, que forman parte del macizo etiope, que incluye bosques de montaña, brezales subalpinos, praderas y matorrales. En la parte meridional del valle del Rift, incluye el monte Chilalo, volcánico de 4036 m, el punto más alto, la sierra de Galama, el monte Kaka y Hunkolo. Hay numerosos ríos, y lagos como el lago Ziway. Al norte, los ríos drenan en el río Awash, y en el sur en el río Shebelle. Al sur está junto al Parque nacional del monte Bale. Por encima de 2800 m hay bosque afromontano y por encima de 3100, praderas de vegetación autóctona y plantaciones. Entre los animales endémicos, el niala montano, el imbabala y el lobo etíope.

- Parque nacional del lago Abbe, 320 km2. Una cadena de seis lagos conectados donde muere el río Awash, de norte a sur Gargori, Laitali, Gummare, Bario y Afambo, en el centro del Triángulo de Afar.